# ان‌جی‌سی ۵۲۷۳
ان‌جی‌سی ۵۲۷۳ (انگلیسی: NGC 5273) یک کهکشان عدسی شکل است که در فاصله ۵۴ میلیون سال نوری از زمین در صورت فلکی تازی‌ها قرار دارد. این کهکشان توسط ویلیام هرشل در ۱ می ۱۷۸۵ کشف شد